# 外崎千代吉

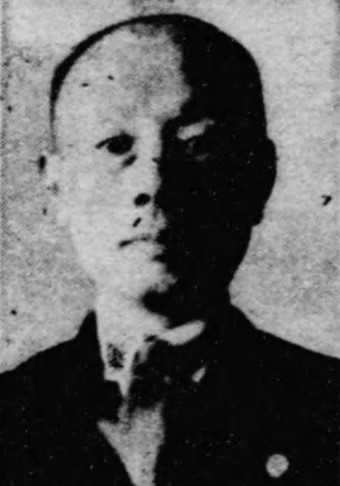
外崎千代吉

外崎 千代吉（とのさき / とのざき ちよきち、1897年7月20日 - 1974年5月14日）は、日本の政治家。衆議院議員（1期）。五所川原市長。

## 経歴
青森県五所川原村出身。日本大学政治経済学部に入るが、中退する。北海道に渡り、函館の床屋で修業し、理髪店を開業する。五所川原町議、青森県議、脇元村村長を経て、1942年の第21回衆議院議員総選挙（いわゆる「翼賛選挙」）で青森2区（当時）から無所属（翼協非推薦）で立候補したが、3,000票余りで落選した。戦後の1946年の第22回衆議院議員総選挙でも無所属で立候補したが落選。翌1947年の第23回衆議院議員総選挙において青森2区から諸派の社会革新党で立候補して当選した。その後日本社会党を離党した議員らによる社会革新党に参加。次の1949年の第24回衆議院議員総選挙で落選、その後の総選挙でも協同党、社会党右派から続けて立候補したが落選が続いた。
1954年10月、五所川原市が発足、翌月初代市長に就任した。就任早々広報紙を発行。翌年3月には嘉瀬村の一部を編入。7月には市章を制定した。1956年には8月に金木町の一部、9月には七和村の大部分、11月には鶴田町の一部を編入した。1957年には五所川原市で「平和産業大博覧会」が開かれ、42万人の来場者が訪れたが、赤字となった。博覧会の跡地には市営住宅が建設された。市長は1期務めた。1960年の第29回衆議院議員総選挙において民主社会党（後の民社党）から立候補したが落選した。
この他、陸奥タイムス、青森日報、小泊造船の各社長を務め、全国農民同盟青森県連合会長や市遺族会会長も務めた。1970年、勲四等瑞宝章を受章した。1974年死去。